# Cinara ponderosae
Cinara ponderosae är en insektsart som först beskrevs av Williams, T.A. 1911.  Cinara ponderosae ingår i släktet Cinara och familjen långrörsbladlöss. Inga underarter finns listade i Catalogue of Life.